# Geografie van recreatie en toerisme
Geografie van Recreatie en Toerisme is een specialisatie van de sociale geografie. Beoefenaren van deze specialisatie beschrijven, analyseren en verklaren de ruimtelijke aspecten van recreatie en toerisme. Recreatie en toerisme zijn met vrijetijd nauw met elkaar verweven begrippen. Een scherpe omschrijving van deze begrippen en daarmee ook van het wetenschapsgebied is lastig omdat de definiëring sterk afhankelijk is van de context van het gebruik.
Een universeel acceptabele definitie is feitelijk onmogelijk. Wel zijn er pogingen gedaan om tot technische definities te komen om bijvoorbeeld het verzamelen van statistische gegevens mogelijk te maken. Men omschrijft toerisme dan in termen van de tijdsduur die buiten de directe woonomgeving wordt doorgebracht met een vrijetijdsmotief. Maar deze technische omschrijvingen zijn onvoldoende om een toeristische activiteit in de sfeer van de persoonlijke beleving recht te doen. Net als voor andere specialisaties van de sociale geografie geldt overigens ook hier dat veel in multidisciplinair verband wordt gewerkt.

## Recreatie, Toerisme en Geografie
De belangstelling van (sociaal) geografen voor recreatie en toerisme is eigenlijk is vanzelfsprekend. Immers:
- Recreatie en zeker toerisme en gaan gepaard met verplaatsingen, niet alleen van mensen maar ook van goederen
- Door recreatie en toerisme worden plaatsen en gebieden veranderd. Soms zijn dat kleine veranderingen, vaak ook zijn ze ingrijpend en is er sprake van complete landschapstransformaties (bijvoorbeeld in kustgebieden of in wintersportgebieden). Zie transformatiemodel.
- Niet zelden is er sprake van een grondige verstoring van de oorspronkelijke natuurlijke en sociale milieus. In sommige gebieden is de negatieve invloed van recreatie en toerisme een gevaar voor de duurzame ontwikkeling van een gebied.

Hoewel geografen voldoende argumenten hebben om zich met recreatie en toerisme bezig te houden en recreatie en toerisme zelf in de tweede helft van de 20e eeuw een massaal karakter hebben gekregen (met grote economische en sociale gevolgen), is geografie van recreatie en toerisme een relatief klein specialisme in het geheel van de geografische wetenschappen.
Een van de redenen is het ontbreken van een scherpe afbakening van recreatie en toerisme. Vrijwel alles kan worden benut als een toeristische bron. Befaamde stadspleinen als de Dam in Amsterdam worden zowel door de lokale bevolking, dagrecreanten en toeristen bezocht en dat geldt ook voor musea, stranden, restaurants en evenementen. Veel aanbieders werken niet exclusief voor recreanten en toeristen. Het gedrag van toeristen is lang niet altijd te onderscheiden van dat van de lokale bevolking. Stadsgeografen en ruraal geografen publiceren ook over toeristisch-recreatieve problemen.
Zeker in het begin van de ontwikkeling van het specialisme in de periode 1960-1980 beschouwden collega-geografen het werkterrein niet als een serieus onderwerp voor wetenschappelijk onderzoek. Als gevolg daarvan zochten geografische specialisten hun heil buiten het directe vakgebied van de geografie in multidisciplinaire werkverbanden. Door het ontbreken van een afgebakend studie-onderwerp en een algemeen geaccepteerd geheel van onderzoeksmethoden, werd de vorming van de geografie van recreatie en toerisme als specialisme bemoeilijkt.

## De ontwikkeling in Nederland
Voor 1980 was er enige aandacht voor de ruimtelijke aspecten van (openlucht)recreatie en vrijetijd bij de geografische universitaire instituten. Toerisme was nauwelijks een onderwerp van onderzoek. Vakantie was een aandachtsveld van vooral sociologen. Na 1980 gingen geografen zich meer bezighouden met vrijetijd en daarom ook met toerisme. Op de Nederlandse Geografendagen in 1982 en 1986 werden afzonderlijke sessies gewijd aan het geografisch onderzoek op dit gebied. Met name aan de universiteiten van Groningen en Nijmegen kregen toeristisch-recreatieve onderwerpen aandacht van geografen. Opvallend was de aandacht voor het stedelijk toerisme.
In 1992 kwam het onderzoeksprogramma FUTRO tot stand waarin onderzoekers van de universiteiten van Tilburg, Eindhoven en Wageningen samenwerkten. Het programma kende een multidisciplinaire opzet met een sterk accent op de sociaal-geografische en sociologische probleemaanpak. FUTRO betekent ‘Fundamenteel tijd-ruimte onderzoek met accent op toeristisch-recreatieve ontwikkelingen in een Europese context’. Door dit programma kreeg het wetenschappelijk onderzoek een sterke impuls. Een tiental proefschriften verscheen in de periode 1996-2002 in het kader van dit programma. Een groot aantal daarvan was gericht op een geografisch relevante problematiek (Vakantiekeuze van toeristen, tijd-ruimtegedrag van toeristen, ruraal toerisme, toepassingsmogelijkheden van GIS, regionaal-toeristische ontwikkeling en ruimtelijke keuze- en beslissingsmodellen)
Anders dan in andere landen kent Nederland geen specifieke leerstoelen voor de geografie van recreatie en toerisme. Wel is er bij verschillende leerstoelen aandacht voor de ruimtelijke aspecten van recreatie en toerisme. Genoemd kunnen worden:
- Leerstoel Sociaal-ruimtelijke analyse bij Wageningen Universiteit
- Leerstoel Vrijetijdswetenschappen bij de Universiteit Tilburg
- Leerstoel Toerisme Management bij de Erasmus Universiteit Rotterdam
- Leerstoel Planologie, in het bijzonder erfgoedbeheer en stedelijk toerisme
- Leerstoel Duurzame Toeristische Ontwikkeling aan NHTV internationaal hoger onderwijs Breda

## Belangrijke aandachtsvelden
- Zeker niet specifiek geografisch, maar wel een thema met veel geografische inbreng is het thema duurzaam toerisme. Het onderzoek richt zich op een optimaal (verantwoord) gebruik van recreatief-toeristische hulpbronnen. Bij dit aandachtsveld kan ook het onderzoek naar de relaties tussen natuur (natuurbeleving) en toerisme worden gerekend. Er is inmiddels voor dit thema een aantal gespecialiseerde tijdschriften in het leven geroepen waaronder ‘Journal of ecotourism’ en het Journal of sustainable tourism’. Bovendien vindt men in het tijdschrift ‘Tourism Geographies’ ook regelmatig artikelen voor dit aandachtsveld.
- De effecten van toerisme en recreatie in specifieke gebieden. Veel aandacht voor kustgebieden, gebieden met een grote concentratie van wintersportfaciliteiten en regionale/nationale parken.
- Aandacht voor de ontwikkeling van recreatie en toerisme in de loop van de tijd zoals te beschrijven met behulp van een productlevenscyclus. Evenals gewone producten hebben toeristengebieden ook een beperkte levensduur. Geografen spreken in dit verband ook wel van een ‘Gebiedslevenscyclus’ of van een ‘resortlevenscyclus’. In dit type onderzoek tracht men greep te krijgen op de specifieke kenmerken van elk van de ontwikkelingsfasen van een toeristengebied voor het bepalen van een toekomstgerichte ontwikkelings- en marketingstrategie.
- De groeiende aandacht voor de culturele geografie betekent voor de geografie van recreatie en toerisme onderzoek naar (authentieke) ervaringen van toeristen, naar de betekenis van beeldmateriaal voor de keuze van vakantiegebieden en naar de relatie tussen toeristen en lokale bevolking (en lokale cultuur).
- De betekenis van toerisme en recreatie voor plattelandsontwikkeling
- Stedelijk toerisme en de effecten voor de lokale economie en het stedelijk erfgoed.